# Bitka pri Ravenni
Bitka pri Ravenni je potekala 11. aprila 1512 med francosko armado in armado Svete lige. 